# Reinhard Divis
Reinard Divis (* 4. července 1975 Vídeň, Rakousko) je bývalý rakouský profesionální hokejový brankář. Je vůbec prvním Rakušanem, který nastoupil v NHL.

## Klubová kariéra
Profesionální kariéru zahájil v roce 1994 ve VEU Feldkirch, s nímž vyhrál pětkrát v řadě rakouskou hokejovou ligu (1994-1998). V roce 1998 se klub stal také vítězem Evropské hokejové ligy. Feldkirch se poté dostal do finančních problémů a uvolnil Divise do švédského klubu Leksands IF. V roce 2000 byl Reinhard Divis draftován z celkově 261. místa do St. Louis Blues. Za něj v letech 2001 až 2006 odchytal v NHL celkem 28 utkání s průměrem 3,31 obdržené branky na zápas. Výrazněji se neprosadil, převážně plnil funkci náhradního brankáře nebo chytal v AHL za Worcester Ice Cats nebo Peoria Rivermen. Po sezóně 2005/2006 se rozhodl vrátit do Rakouska a hrál za EC Red Bull Salzburg. Tam s krátkou přestávkou (angažmá ve švédském Färjestads BK) působil do roku 2011, kdy přestoupil do Vienna Capitals. Po sezóně 2011/12 ukončil kvůli zranění způsobenému faulem hokejovou kariéru.

## Reprezentační kariéra
Za rakouský národní tým hrál na olympiádě 1998 a 2002 a od roku 1996 na několika světových šampionátech, ovšem bez výraznějšího týmového úspěchu.